# 명동에서 첫사랑을
"명동에서 첫사랑을"은 1974년에 개봉한 대한민국의 영화이다.

## 캐스팅
- 신영일
- 나하영
- 하용수
- 허장강
- 박암
- 이승옥
- 최정애
- 이성순
- 방희연
- 고설봉
- 이예민
- 박광남
- 김지영
- 나갑성
- 최민규